# Шмойлово (Псковская область)
Шмойлово — деревня в Порховском районе Псковской области России. Входит в состав Славковской волости.

## География
Находится в восточной части региона, в восточной части района, в пределах Прибалтийской низменности, в зоне хвойно-широколиственных лесов, на берегах реки Черёха, при автодороге 58А-309, примерно в 50 км к юго-западу от города Порхова, районного центра и в 8 км к северу от бывшего волостного центра Верхний Мост.

### Климат
Климат характеризуется как умеренно континентальный, влажный, с умеренно мягкой зимой и относительно тёплым летом. Среднегодовая температура — 4,4 °C. Средняя многолетняя температура самого холодного месяца (января) составляет −8 °С, средняя температура самого тёплого (июля) — 17,3 °С. Период активной вегетации растений (с температурой выше 10°С) составляет 130 дней Среднегодовое количество осадков — около 725 мм, из которых 70 % выпадает в тёплый период. Снежный покров держится около 125—130 дней

## История
На карте Псковской губернии 1888 года обозначена как село Шмойлово.
В 1941—1944 гг. местность находилась под фашистской оккупацией войсками Гитлеровской Германии.
Деревня Шмойлово в советские и в первые постсоветские годы входила в Верхнемостский сельсовет, который Постановлением Псковского областного Собрания депутатов от 26 января 1995 года переименован в Верхнемостскую волость.
Законом Псковской области от 30 марта 2015 года Верхнемостская волость была упразднена и деревня Шмойлово включена в состав Славковской волости

## Население
| 2001 | 2002 | 2010 |
| ---- | ---- | ---- |
| 154  | ↘143 | ↘82  |

### Национальный и гендерный состав
Согласно результатам переписи 2002 года, в национальной структуре населения русские составляли 99 % от общей численности в 143 чел..

## Известные уроженцы и жители
- Спиридонов, Виктор Алексеевич (1937—2015) — советский футболист, защитник клуба «Зенит» (1962—1967), мастер спорта СССР (1959).

## Инфраструктура
Личное подсобное хозяйство с зоной сельскохозяйственного использования, индивидуальная застройка усадебного типа.
ФАП.

## Транспорт
Остановка общественного транспорта «Шмойлово».